# Sakari T. Lehto
Sakari Tapani Lehto, född 26 december 1923 i Åbo, död 30 juni 2006 i Kimito, var en finländsk industriman. 
Lehto blev student 1941, ekonom 1945, avlade högre rättsexamen 1948 och blev efter tjänstgöring som hovrättsauskultant vicehäradshövding 1951. Han var sekreterare vid Arbetsgivarnas i Finland centralförbund 1949–1952, innehade olika befattningar vid Yhtyneet Paperitehtaat Oy 1952–1964 och var verkställande direktör i Finlands industriförbund 1964–1971 samt verkställande direktör i Oy Partek Ab 1972–1987. Han var andre handels- och industriminister och utrikeshandelsminister 1975–1976. Han publicerade några böcker om ledarskap samt memoarer, Muistikuvia ja merkintöjä (1996). Han tilldelades ministers titel 1977.